# Onosma fistulosum
Onosma fistulosum är en strävbladig växtart som beskrevs av Ivan Murray Johnston. Onosma fistulosum ingår i släktet Onosma och familjen strävbladiga växter. Inga underarter finns listade i Catalogue of Life.